# Portugal nos Jogos Olímpicos de Verão de 1952
Portugal participou dos Jogos Olímpicos de Verão de 1952 na cidade de Helsinque, na Finlândia.
Pela primeira vez Portugal apresentou atletas femininas nos Jogos olímpicos, Dália Cunha Sammer, a irmã Natália Cunha e Laura Amorim na modalidade “ginástica aplicada”, hoje chamada “artística”.

## Medalhistas

### Bronze
- Francisco de Andrade e Joaquim Fiúza - Vela, Classe Star